# Terceiro Comando Jovem
Terceiro Comando Jovem era uma facção criminosa carioca formada nos anos noventa como uma espécie de ala juvenil do Terceiro Comando, por oposição ao Comando Vermelho Jovem.
A história desta facção remete a 1997, quando após uma reportagem a respeito do CJV, as primeiras píchações com a sigla o TCJ foram vistas em Acari.
A facção chamada Primeiro Comando Jovem, do qual nunca houve muitos registros, chegou a ser apontada como uma dissidência do TCJ, em 2001.
Desde a cisão entre o Terceiro Comando a ADA ocorrido após o massacre promovido por Fernandinho Beira-Mar no Presídio Bangu I em 2002, não se tem tido mais notícias desta facção, considerada então como extinta.